# William Tarrant
William Tarrant (泰倫, né à une date inconnue et mort le 26 janvier 1872) est un fonctionnaire puis journaliste britannique qui passa une grande partie de sa vie dans la colonie de Hong Kong.
Il est inspecteur des terres et des routes et par la suite registraire des actes dans l'administration coloniale de Hong Kong de 1842 à 1847, mais est démis de ses fonctions et exclu du service public en raison d'allégations qu'il avait soulevées contre le secrétaire aux colonies William Caine (en), qu'une enquête gouvernementale interne estima fabriquées.
Il entame alors une nouvelle carrière dans le journalisme en achetant le Friend of China (en) en 1850. Il s'intéresse de très près à un scandale impliquant plusieurs hauts fonctionnaires du gouvernement, l'affaire Caldwell, en 1857, et est finalement reconnu coupable de diffamation et emprisonné en 1859. Il quitte la colonie après sa libération en 1860, et fait deux tentatives au cours des années 1860 pour redémarrer le Friend of China à Canton et Shanghai, toutes deux sans succès. Finalement, il revend le journal en 1869 et se retire en Angleterre, où il meurt en 1872.

## Biographie

### Première carrière
Homme d'« humble » origine, Tarrant arrive pour la première en Chine en 1837 en tant que chef steward (en), avant la conquête britannique de Hong Kong de 1841, et passe les quatre années suivantes comme marin en Asie de l'Est. Lors du transfert de Hong Kong sous contrôle britannique, il est employé par la nouvelle administration coloniale comme inspecteur des terres et des routes en 1842. Il est particulièrement associé à ce titre à la construction de la Wong Nai Chung Gap. Sa santé souffre cependant du travail à l'extérieur en raison du climat de Hong Kong, et l'arpenteur général, son supérieur, le transfère au poste de registraire des actes, chargé de la préparation des baux de terrains,.
Tarrant perd son poste dans l'administration coloniale en 1847 lorsqu'il accuse un comprador de William Caine (en), le secrétaire aux colonies, d'abuser de sa position pour extorquer de l'argent aux marchands de Central Market (en),. Une enquête du magistrat en chef et du procureur général par intérim conclut que l'accusation de Tarrant est sans fondement - il prétend lui-même avoir retardé de huit ou neuf mois le signalement du crime - et l'accuse de conspirer pour nuire à la réputation de Caine. Il est suspendu de ses fonctions de registraire des actes. Cependant, aucune accusation criminelle n'est jamais portée contre Tarrant et le rapport du procureur général par intérim n'est pas rendu public. Tarrant demande au gouvernement sa réintégration et le paiement de son salaire en arriérés, mais le bureau du registraire des actes est aboli en septembre 1847 et le gouverneur John Francis Davis (en) refuse de le réembaucher.
Avec l'arrivée d'un nouveau gouverneur, George Bonham, en 1848, Tarrant espère pouvoir réintégrer la fonction publique et adresse donc une pétition à Bonham pour demander un poste gouvernemental. Malgré le fait qu'il bénéficie du soutien de Henry Grey, le secrétaire d'État aux Colonies à Londres qui le considère comme une victime de persécution politique, le gouverneur décline sa demande sous prétexte qu'aucun poste n'est disponible, et écrit en privé que « d'après ce qu'il avait entendu », il juge Tarrant personnellement inadapté à une telle carrière.

### Deuxième carrière: Journalisme

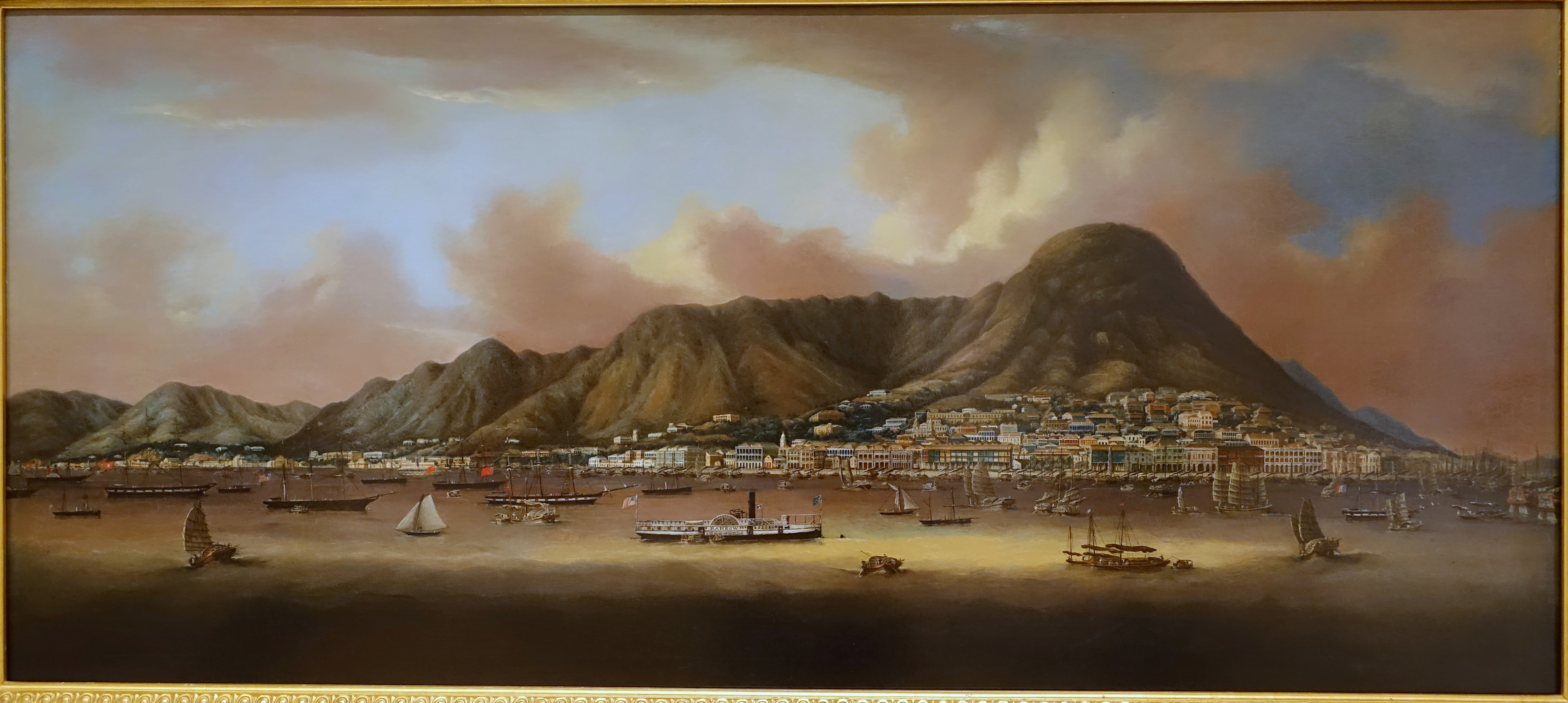
Vue de la colonie de Hong Kong à la fin des années 1850.

Exclu de l'administration coloniale, Tarrant décide de se lancer dans une nouvelle carrière de journaliste et achète en 1850 le Friend of China (en), un influent journal de Hong Kong, devenant son rédacteur en chef et son éditeur. Il se forge rapidement une réputation d'agressif, de « plutôt méchant », selon les mots de George Beer Endacott (en), et de critique publique du gouvernement. Tarrant lui-même écrit que sa mission est de « traîner la méchanceté à la lumière et de la soumettre à la réprobation publique [...] pour aider à sortir la colonie de sa dégradation, pour la débarrasser de ses scories ».

#### Ah Lum et l'affaire Caldwell
En 1857, Tarrant s'intéresse de près à une série de scandales politiques notables. Dans le premier cas, l'affaire Ah Lum, dans laquelle Cheung Ah-lum, le propriétaire de la boulangerie Esing, est accusé d'avoir organiser l'empoisonnement des résidents européens de la colonie. Malgré l'acquittement de Cheung devant le tribunal, Tarrant le poursuit en dommages et intérêts et se voit attribuer 1 010 HK$. Cheung quitte Hong Kong et Tarrant accuse William Thomas Bridges (en), le secrétaire aux colonies par intérim, d'avoir aider à son évasion. Bridges poursuit Tarrant pour diffamation, et ce dernier est condamné à payer 100 £ (équivalent en 2019 à 10 091 £).
Plus tard cette année-là, Tarrant tourne son attention vers un autre scandale, l'affaire Caldwell. En tant que rédacteur en chef du Friend of China, il contribue à faire connaître les allégations selon lesquelles Daniel Richard Caldwell, le registraire général (en), aurait collaboré avec des membres de la pègre chinoise, dont le pirate Wong Ma-chow. Le gouvernement mène une enquête sur Caldwell en 1858, au cours de laquelle Tarrant accuse le secrétaire par intérim Bridges d'avoir ordonné, par une « ruse horrible », que les livres de comptes de Wong incriminant potentiellement Caldwell soient brûlés,. L'enquête disculpe Caldwell et Bridges. L'allié de Tarrant, le procureur général Thomas Chisholm Anstey (en), est suspendu puis démis de ses fonctions, et le gouvernement porte plainte contre Tarrant pour diffamation. Le jury déclare cependant Tarrant innocent et les preuves au procès confirment ses affirmations.

#### Départ de Hong Kong
La fin de la carrière de Tarrant à Hong Kong survint lorsqu'il est de nouveau poursuivi pour diffamation en septembre 1859, cette fois par son vieil ennemi William Caine, maintenant lieutenant gouverneur (en), contre qui Tarrant avait mené ce qui est alors devenu une vendetta publique de douze ans. Il est reconnu coupable et condamné à une amende de 50 £ (équivalent en 2019 à 5 045 £) et douze mois d'emprisonnement. Le Friend of China suspend sa publication et, sans cette source de revenus, Tarrant lui-même déclare faillite. En prison, il passe son temps à écrire des lettres à d'autres journaux sur les abus commis dans l'établissement carcéral et, son cas ayant été couvert par la presse coloniale, indienne et britannique, l'inquiétude du secrétaire d'État est suscitée lorsque Tarrant fait l'objet d'un débat au Parlement. Poussé par celui-ci, le gouverneur Hercules Robinson réduit sa peine de moitié et, l'amende ayant été payée par des sympathisants publiques, il est libéré le 20 mars 1860 après avoir purgé six mois,:621-2. Sa libération est cependant de courte durée. Bridges obtient une ordonnance pour les frais encourus lors du procès (au cours duquel la cour entière avait comparut, laissant Tarrant sans avocat) pour la somme énorme de 2 353 HK$:622-3. Tarrant fait l'objet d'un emprisonnement civil pour dettes impayées pendant encore quatre mois en attendant que des personnes dans le public réunissent à nouveau la somme nécessaire.
Une fois en liberté le 4 août 1860, Tarrant quitte Hong Kong pour Canton, où il redémarre la publication du Friend of China. La publication est à nouveau suspendue l'année suivante, et en 1862, Tarrant déménage avec le journal à Shanghai, où il est édité de 1864 à 1869. Cette année-là, il revend finalement le Friend of China et retourne à Londres en mauvaise santé en 1870 où il meurt le 26 janvier 1872.

## Écrit
Tarrant publie un certain nombre de livres, dont la première histoire de Hong Kong par un Anglais :
- A Digest and Index of all the Ordinances of the Hongkong Government to the Close of 1849, Hong Kong, D. Noronha, 1850 (lire en ligne)
- William Tarrant, Hongkong: A History of Hongkong from the Time of its Cession to the British Empire to the Year 1844, Canton, Friend of China Office, 1861
- William Tarrant, Ningpo to Shanghai in 1857: Via the Borders of An-whui Province, Woo-chow-foo and the Grand Canal, Canton, Friend of China Office, 1862 (lire en ligne)